# 115 (szám)
A 115 (római számmal: CXV) egy természetes szám, félprím, az 5 és a 23 szorzata; heptagonális piramisszám, szerencsés szám és Zuckerman-szám.

## A szám a matematikában
A tízes számrendszerbeli 115-ös a kettes számrendszerben 1110011, a nyolcas számrendszerben 163, a tizenhatos számrendszerben 73 alakban írható fel.
A 115 páratlan szám, összetett szám, azon belül félprím, kanonikus alakban az 51 · 231 szorzattal, normálalakban az 1,15 · 102 szorzattal írható fel. Négy osztója van a természetes számok halmazán, ezek növekvő sorrendben: 1, 5, 23 és 115.
Tizenháromszögszám. Hétszögalapú piramisszám.
A 115 az első szám, ami minden nála kisebb számnál több, 10 különböző szám valódiosztó-összegeként áll elő, ezért erősen érinthető szám. (A238895 sorozat az OEIS-ben)
A 115 négyzete 13 225, köbe 1 520 875, négyzetgyöke 10,72381, köbgyöke 4,86294, reciproka 0,0086957. A 115 egység sugarú kör kerülete 722,56631 egység, területe 41 547,56284 területegység; a 115 egység sugarú gömb térfogata 6 370 626,303 térfogategység.
A 115 helyen az Euler-függvény helyettesítési értéke 88, a Möbius-függvényé 1, a Mertens-függvényé −5.

## A szám a kultúrában
Bob Dylan egyik dalának 115th Dream a címe.

## A szám mint sorszám, jelzés
115 a moszkóviumnak nevezett elem rendszáma.